# Liste der Flughäfen in Lesotho
Die Liste der Flughäfen in Lesotho enthält die zivilen Flughäfen und Flugplätze in Lesotho.
| Ort                  | ICAO-Code | IATA-Code | Name des Flughafens                | Betreiber                    |
| -------------------- | --------- | --------- | ---------------------------------- | ---------------------------- |
| Bobete               | FXBB      |           | Bobete Airport                     |                              |
| Katse                | FXKA      |           | Katse Airport                      |                              |
| Kuebunyane           | FXKY      |           | Kuebunyane Airport                 |                              |
| Lebakeng             | FXLK      | LEF       | Lebakeng Airport                   |                              |
| Leribe               | FXLR      | LRB       | Leribe Airport                     |                              |
| Lesobeng             | FXLS      | LES       | Lesobeng Airport                   |                              |
| Letlapeng            | FXKB      |           | Kolberg Airport                    |                              |
| Letseng diamond mine | FXKB      |           | Letseng Airport                    |                              |
| Mafeteng             | FXMF      | MFC       | Mafeteng Airport                   |                              |
| Malefiloane          | FXML      |           | Malefiloane Airstrip               |                              |
| Matekane             | FXME*     |           | Matekane Air Strip                 |                              |
| Mantsonyane          | FXMN      |           | Mantsonyane Airport                |                              |
| Matabeng             | FXMT      |           | Matabeng Store Airstrip            |                              |
| Matsaile             | FXMA      | MSG       | Matsaile Airport                   |                              |
| Mohale’s Hoek        | FXMH      |           | Mohale’s Hoek Airport              |                              |
| Mohlanapeng          | FXMP      |           | Mohlanapeng Airport                |                              |
| Mokhotlong           | FXMK      | MKH       | Mokhotlong Airport                 | Department of Civil Aviation |
| Maseru               | FXMM      | MSU       | Moshoeshoe I International Airport | Department of Civil Aviation |
| Maseru               | FXMU      |           | Maseru-Mejametalana Airport        | Department of Civil Aviation |
| Nkaus                | FXNK      | NKU       | Nkaus Airport                      |                              |
| Nohana               | FXNH      |           | Nohana Airport                     |                              |
| Pelaneng             | FXPG      | PEL       | Pelaneng Airport                   |                              |
| Quthing              | FXQG      | UTG       | Quthing Airport                    |                              |
| Qacha’s Nek          | FXQN      | UNE       | Qacha's Nek Airport                | Department of Civil Aviation |
| Sehlabathebe         | FXSE      |           | Sehlabathebe Airport               |                              |
| Sehonghong           | FXSH      | SHK       | Sehonghong Airport                 |                              |
| Sekake               | FXSK      | SKQ       | Sekake Airport                     |                              |
| Semonkong            | FXSM      | SOK       | Semonkong Airport                  | Department of Civil Aviation |
| Seshote              | FXSS      | SHZ       | Seshutes Airport                   |                              |
| Tebellong            | FXTB      |           | Tebellong Airport                  |                              |
| Thaba Tseka          | FXTA      | THB       | Thaba Tseka Airport                |                              |
| Tlokoeng             | FXTK      | TKO       | Tlokoeng Airport                   |                              |